# Nolina interrata

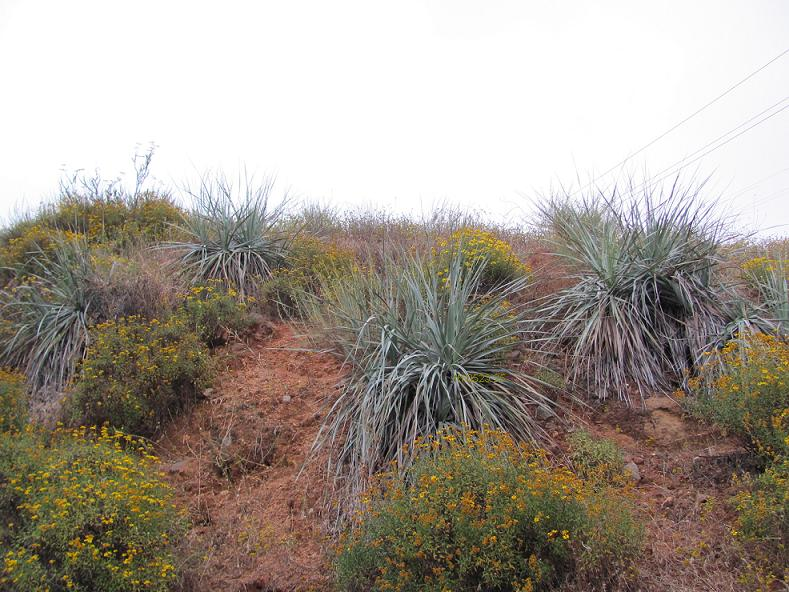
Kleine Gruppe in Kalifornien

Nolina interrata ist eine Pflanzenart der Gattung Nolina in der Familie der Spargelgewächse (Asparagaceae). Englische Trivialnamen sind „Dehesa Beargrass“ und „Burried Nolina“.

## Beschreibung
Nolina interrata wächst meist stammlos, bildet manchmal jedoch einen kurzen Stamm aus. Sie ist rhizomatös und formt Gruppen bis 1,8 m im Durchmesser. Die variablen bläulichen, auf den Boden herabfallenden, linealisch-lanzettlichen Laubblätter sind 30 bis 140 cm lang und 8 bis 15 mm breit. Die Blattränder sind gezähnt.
Der Blütenstand wird 0,6 bis 1,4 m hoch mit zahlreichen langen variablen, Verzweigungen. Die weißen bis cremefarbenen Blüten sind 3 bis 4 mm lang und 1,5 bis 2 mm breit. Die Blühperiode reicht von Mai bis Juni.
Die in der Reife holzigen Kapselfrüchte sind 7 bis 10 mm im Durchmesser. Die gelblichen bis braunen, eiförmigen bis länglichen Samen sind 4 bis 6 mm, 4 mm im Durchmesser.

## Verbreitung, Systematik und Gefährdung
Nolina interrata ist sehr selten. Sie ist im US-Bundesstaat Kalifornien und in Mexiko in Baja California in Höhenlagen von 200 bis 700 m verbreitet. Sie wächst in Grasland auf sandigem bis steinigem Boden auf flachen Hügeln und ist mit Yucca whipplei und verschiedenen Kakteen-Arten vergesellschaftet.
Nolina interrata ist ein Vertreter der Sektion Arborescentes und zurzeit kaum bekannt. Sie ist eng verwandt mit Nolina cismontana, jedoch hat diese einen längeren, imposanteren Blütenstand und grüne Laubblätter. Die Art ist feuerresistent.
Die Erstbeschreibung erfolgte 1946 durch Howard Scott Gentry.
Auf Antrag der Vereinigten Staaten wurde Nolina interrata am 29. Juli 1983 in den Anhang I des Washingtoner Artenschutzabkommens aufgenommen. Nach einer Neuevaluierung des Status wurde sie am 13. September 2007 in den Anhang II zurückgestuft.
Nolina interrata ist durch Neuansiedlungen stark gefährdet. Sie ist in der Staatenliste von Kalifornien als seltene und gefährdete Art aufgelistet.

## Nachweise